# Ворд (Јужна Дакота)
Ворд (енгл. Ward) град је у америчкој савезној држави Јужна Дакота.

## Демографија
По попису из 2010. године број становника је 48, што је 7 (17,1%) становника више него 2000. године.
| Група             | 2000.      | 2010.      |
| Белци             | 36 (87,8%) | 45 (93,8%) |
| Афроамериканци    | 0 (0,0%)   | 0 (0,0%)   |
| Азијати           | 0 (0,0%)   | 0 (0,0%)   |
| Хиспаноамериканци | 0 (0,0%)   | 0 (0,0%)   |
| Укупно            | 41         | 48         |